# 伊泽贝尔·布莱克
伊泽贝尔·布莱克（英語：Isobel Black，1943年12月15日—）是一位苏格兰电影和电视演员，知名于在汉默恐怖片中的表演。她是剧作家Ian Stuart Black的女儿。
她演出过几部电影，包括1963年的吸血鬼之吻和1971年的Twins of Evil。
她也演出过多部电视剧。